# Flûtes et chants d'Argentine
Flûtes et chants d'Argentine es un disco recopilatorio de Los Calchakis, editado en 1989 con el sello francés ARION.

## Lista de canciones
| Tema musical             | Recogido en el disco:                        |
| ------------------------ | -------------------------------------------- |
| El aguilucho             | Le vol du condor 1985                        |
| Carnaval de Humahuaca    | Toute l'Argentine 1976                       |
| La telesita - La vieja   | Toute l'Argentine 1976                       |
| Es mi pueblo del sur     | Pueblos del Sur 1983                         |
| Cuando tenga la tierra   | Le chant des poètes révoltés / Vol 1 1974    |
| Peoncito de estancia     | Le chant des poètes révoltés / Vol 2 1978    |
| Soldado libre            | Le chant des poètes révoltés / Vol 1 1974    |
| Pago largo               | Flutes, harpes et guitares indiennes 1968    |
| No sé por qué piensas tú | Le chant des poètes révoltés / Vol 2 1978    |
| Alambrao de púas         | Toute l'Argentine 1976                       |
| Canción con todos        | Le chant des poètes révoltés / Vol 1 1974    |
| Dos palomitas            | Le vol du condor 1985                        |
| Soy pan, soy agua        | Raíces africanas 1984                        |
| Ay carnaval              | La misa Criolla 1976                         |
| Norte de mi territorio   | Toute l'Argentine 1976                       |
| Chamamé federal          | Toute l'Argentine 1976                       |
| Cerros salteños          | La flute indienne a travers les siècles 1973 |
| Nostalgia abierta        | Toute l'Argentine 1976                       |
| Guitarra nueva           | Le chant des poètes révoltés / Vol 2 1978    |
| Aires de triunfo         | La guitare indienne 1967                     |